# Tsa’chila
Les Tsa'chila, sont l’une des treize nationalités indigènes reconnues de l’Équateur. Le dernier recensement (1997), comptait environ 650 personnes dans la province de Pinchincha, région Costa à l’ouest de Quito. Leur habitat actuel, peu à peu envahi par la colonisation, ne représente plus aujourd’hui qu’une infime partie de leur territoire traditionnel. Les communautés actuelles, descendent d’une minorité qui pour échapper aux colons et aux épidémies meurtrières qui provoquèrent la disparition de la majorité de la population, ainsi que pour préserver leur mode de vie et leur culture, se sont volontairement isolés en s’enfonçant dans la forêt.
Les Tsa'chila, sont appelés « Colorados" » par les hispanophones, en référence à la coiffure traditionnelle des hommes, faite d’une pâte de graisse et jus de roucou, et de la coutume de se teindre le corps à l’aide d’extrait de la même plante, ce qui a l’avantage d’éloigner les insectes, nombreux dans la région de forêts tropicales qui est leur habitat. Cette appellation se retrouve dans plusieurs noms de localités, tels que Santo Domingo de los Colorados.
Leur langue, appelée tsa'fiqui (la vraie parole) présente certaines similarités lexicales avec celles de peuples voisins Chachi et Awá, tout en présentant de grandes différences phonologiques, syntaxiques et grammaticales qui les fait considérer comme des langues différentes bien qu'ayant probablement une origine ou des influences communes. On compte environ deux mille locuteurs de la langue, qui avec l’aide des programmes d’enseignement de la Direction Nationale d’Éducation Interculturelle Bilingue de l’Équateur, tentent de la préserver et la redynamiser. Un dictionnaire illustré tsa'fiki – espagnol a été récemment édité, on y trouve le très riche vocabulaire ancien désignant plantes, animaux et autres éléments environnementaux, et également de nouveaux vocables constitué d’éléments linguistiques tsa'fiki, permettant de nommer des éléments de la vie moderne, afin de favoriser l’évolution de la langue.
D’une économie traditionnelle de subsistance : chasse, pêche, élevage et culture vivrière limitée aux besoins de la communauté, les Tsa’chila s’efforcent petit à petit d’intégrer l’économie de marché. La commercialisation des surplus des cultures : bananes, cacao, café, manioc, canne à sucre, fruits, etc., sur les marchés voisins leur fournit quelques faibles revenus me pas le niveau que le Tsachiles avaient tenu pendant la récolte commerciale de la noix de "tagua".
L’écotourisme offre des perspectives encourageantes et devient une activité économique importante. Les Tsa’chila tentent de rompre avec le rôle d’« attraction touristique » sujets de photos souvenirs, qu’on leur a fait jouer longtemps pour devenir eux-mêmes acteurs du développement touristique et faire partager les ressources paysagères et culturelles qu’ils possèdent. Un des aspects de cette activité, est le tourisme de santé grâce à la réputation des chamanes tsa’chila. Des étrangers comme des Équatoriens viennent bénéficier de rituels curatifs ou de bains aux herbes médicinales.
Ces activités bien qu’apportant des possibilités de développement économique, provoquent cependant des changements culturels rapides, principalement chez la jeune génération.
Actuellement, les Tsa'chila sont dirigés par Diana Aguavil.